# Tó Portela
 (février 2025).
José António Gonçalves Portela, plus connu sous le nom de Tó Portela, né le 22 janvier 1964 à Lisbonne, est un footballeur portugais qui évoluait au poste d'attaquant. 

## Biographie
Tó Portela commence sa formation au Lanhelas FC avant de rejoindre le GD Riopele, où il fait ses débuts en équipe première lors de la saison 1982-83. Après deux saisons, il rejoint le FC Tirsense, où il reste jusqu'en 1987,. 
Il est ensuite recruté par le Benfica pour la saison 1987-88, où il dispute 12 matchs et inscrit 4 buts. Il quitte Benfica après une seule saison et rejoint le FC Penafiel, où il joue 25 rencontres,.
Par la suite, il évolue au Torreense entre 1989 et 1991, avant de terminer sa carrière à l'Atlético de Caminha de 1994 à 1997,.
Au total, il dispute 31 rencontres pour 2 buts inscrits en première division portugaise.